# Oetringen
Oetringen (luxemburgisch Éiterⓘ, französisch Oetrange) ist ein mittelgroßes Dorf in der luxemburgischen Region Gutland. Verwaltungstechnisch gehört es zur Gemeinde Contern im Kanton Luxemburg. Die Ortschaft liegt etwa 13 km östlich von der Stadt Luxemburg und hat 1065 Einwohner (Stand: Juli 2025).
In Oetringen befinden sich die Kirche der Pfarrei früheren Oetringen-Schrassig (heute: Par Iewescht Syr Saint-Esprit) und ein Bahnhof mit Stellwerk an der Bahnstrecke Luxemburg–Wasserbillig.

## Lage
Der Ort liegt im Tal der Syr zwischen Schrassig im Norden und Moutfort im Süden. Weitere Nachbardörfer sind Canach, Greiveldange, Bous, Ersange und Sandweiler.

## Geschichte

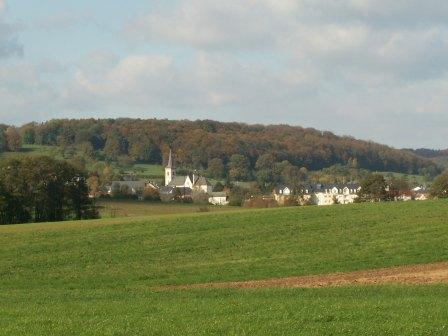
Oetringen vom Roude Bësch aus

Siedlungsspuren in den Höhlen und unter den Felsunterschlüpfen am rechten und linken Ufer des Baches in der Nähe der Ötringermühle stammen aus vorgeschichtlicher Zeit. Nic Thill, ein Oetringer Lehrer und Hobby-Archäologe legte in den 1930er Jahren in der näheren Umgebung bedeutende Funde frei. So fand er Teile von Menschenskeletten und Stein-Werkzeuge; zunächst in einem Steinbruch unterhalb des Hofes „Kackert“, später auch im „Huelen Äer“, am südwestlichen Abhang der „Heed“. Die Knochen stammen von altsteinzeitlichen Menschen, die vor etwa 15.000 Jahren hier gesiedelt haben. Oetringen ist also einer der ältesten Siedlungsplätze Luxemburgs.

### Römische Spuren
Römische Grabanlagen fand man im „Winkelloch“, Überreste einer römischen Villa mit Wasserleitung im „Willemsloch“. Die bedeutendste römische Siedlung stand auf dem „Hacca“, in der Nähe des heutigen „Hakenhaff“. Hier lag eine große römische Villa an der bedeutenden Heer- und Handelsstraße, die von Metz über Dalheim, Medingen, Moutfort, Oetringen bis nach Trier führte. Ein kleinerer Weg, ein sogenannter „Diverticulum“ (lat. Seitenweg), der die Straßen Reims-Trier und Metz-Trier miteinander verband, mündete auf dem „Hacca“ in die Hauptstraße. Die römische Villa auf dem „Hacca“ diente wahrscheinlich zur Kontrolle der Passanten des Diverticulums.

### Fränkische Spuren
Ortsnamen mit der Endung -ingen, wie Oetringen reichen in der Regel in die vorkarolingische Siedlungsperiode zurück. Wahrscheinlich schon gegen Ende der Völkerwanderung siedelten sich fränkische und alemannische Familien in Oetringen an. Fränkische Gräber wurden beim Bau der Straße von Oetringen nach Canach am Ende des 19. Jahrhunderts freigelegt. Die in der Spätantike einwandernden Franken und Alemannen zerstörten die römischen Villen, ehe sie sich in deren Nähe ansiedelten. Hatten die Römer die sumpfigen Gelände an den Ufern der Syr gemieden und lieber die Anhöhen über dem Tal besiedelt, so legten die Einwanderer ihre Siedlung im Tal an. Das Dorf in seiner heutigen Form entstand demnach in der Frankenzeit. Das während dieser Landnahmezeit entstandene Dorf war anfangs sehr klein. Meist bestanden unsere heutigen Dörfer damals nur aus wenigen Höfen (oft nur ein einziger). Auch Oetringen dürfte im 6. Jahrhundert nur aus zwei bis drei Höfen bestanden haben, mit vielleicht höchstens 20 Einwohnern.
In Oetringen nahm die Bevölkerung bis zum Ende des 1. Jahrtausends stark zu. Wie viele „Hufen“ (Bauernhöfe) es zu jener Zeit zählte, wissen wir nicht, es gibt keine urkundlichen Erwähnungen von Oetringen aus dem frühen Mittelalter. Eine Kirche besaß das Dorf sehr früh, mit Sicherheit im Jahre 983, wahrscheinlich schon im 7. oder 8. Jahrhundert.

### Urkundliche Ersterwähnung
Die erste urkundliche Erwähnung des Dorfes stammt von 1128. Danach herrschte um das Jahr 983 in der Diözese Trier eine Dürre. Die betroffenen Einwohner gelobten, jedes Jahr nach Trier zu pilgern, falls ihre Gebete nach Regen erhört würden. Als der erbetene Regen eintraf, ordnete der Trierer Erzbischof Egbert von Trier in einer Urkunde von 983 die sogenannte Bannprozession nach Trier an, die in der Folge alljährlich am Mittwoch der dritten Woche nach Ostern stattfand. Später erhielt der Abt Folmar vom Trierer Erzbischof Bruno die Erlaubnis, dass die entfernteren Orte der Diözese die Wallfahrt stattdessen zur Abtei Notre-Dame in Clausen durchführen konnten. In einer Urkunde von 1128 bestätigte Papst Honorius II. dieses Privileg. 26 Pfarreien wallten nun zur näher gelegenen Abtei von Clausen, eine der benannten Ortschaften war Otheriga, also Oetringen.

#### Kirchengründungen
Es war nicht immer aus Frömmigkeit, dass ein Großgrundbesitzer eine Kirche auf seinem Grund und Boden bauen ließ. Eine Kirchengründung war nämlich eine der vorteilhaftesten Kapitalanlagen des frühen Mittelalters. Die Kirche gehörte zum Eigentum des Grundherrn und wird heute demnach als Eigenkirche bezeichnet.
Wer im frühen Mittelalter die Grundherren in Oetringen waren, und welcher als erster eine Kirche erbauen ließ, ist nicht bekannt. Aber der grundherrliche Hof, von wo aus die Verwaltung des Dorfes geleitet wurde, befand sich damals wahrscheinlich schon an der „Schlasswiss“, in der Nähe der Kirche. Dieser Herrenhof muss 1636 von den Kroaten verwüstet worden sein, denn danach wird er in keinem Schriftstück mehr erwähnt.

## Verkehr
Die Nationalstraße 2 zwischen Remich und der Stadt Luxemburg führt wenige Kilometer südlich am Ort vorbei.
Oetringen besitzt zudem einen Bahnhof entlang der Bahnstrecke Luxemburg–Wasserbillig. Hier zweigt die Bahnstrecke Berchem–Oetrange von dieser ab. Der Bahnhof muss in früheren Zeiten eine zentrale regionale Rolle gespielt haben, da Oetringen, zwischen Brüssel, Luxemburg-Stadt, Trier und Köln, bereits auf alten Ferrariskarten und noch älterem Karten-Material erscheint.